# Juan José López
Juan José López (né le 31 octobre 1950 à Guernica près de Ciudadela en Argentine) est un footballeur argentin qui jouait au poste de milieu de terrain.